# Dreams Iquique
Dreams Iquique es un casino de juego chileno de la ciudad de Iquique, Región de Tarapacá. Está ubicado frente a la playa Cavancha, en la costa del Mar de Chile. Está licitado a la sociedad Dreams Hotel Casino y Spa, que controla otros cinco casinos bajo la marca Dreams en Chile; Temuco, Valdivia, Puerto Varas, Coyhaique y Punta Arenas, además del Casino Monticello en San Francisco de Mostazal, Región de O'Higgins.